# 安娜莉·隆戈
安娜莉·安东尼娅·隆戈（英語：Annalie Antonia Longo；1991年7月1日—），新西兰女子职业足球运动员，司职进攻中场，目前效力于惠灵顿凤凰足球俱乐部和新西兰国家女子足球队。她曾代表新西兰参加2020年和2024年夏季奥林匹克运动会女子足球比赛等多场国际赛事。